# میشل دوتریس
میشل دوتریس (انگلیسی: Michele Dotrice؛ زادهٔ ۲۷ سپتامبر ۱۹۴۸) بازیگر اهل بریتانیا است.
از فیلم‌ها یا برنامه‌های تلویزیونی که وی در آن نقش داشته‌است، می‌توان به رسوایی‌ای بس انگلیسی، جادوگران، بینوایان، جین ایر، ایکوالایزر، آدمکشان میدسامر راه و رسم زندگی ما، شهر هالبی، مارپل آگاتا کریستی، برامول و داخل شماره ۹ اشاره کرد.